# Archhani
Archhani (nep. अर्छानी) – gaun wikas samiti w zachodniej części Nepalu w strefie Bheri w dystrykcie Jajarkot. Według nepalskiego spisu powszechnego z 2001 roku liczył on 552 gospodarstw domowych i 2874 mieszkańców (1435 kobiet i 1439 mężczyzn).